# Massanassa
Massanassa, en valencien et officiellement (Masanasa en castillan), est une commune de la province de Valence, dans la Communauté valencienne, en Espagne. Elle est située dans la comarque de l'Horta Sud et dans la zone à prédominance linguistique valencienne. Sa population s'élevait à 8 888 habitants en 2013.

## Géographie

Localisation de Massanassa
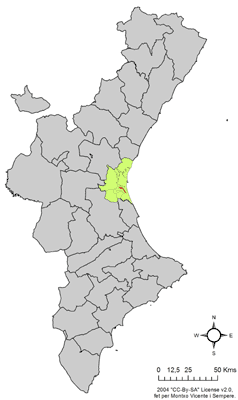
dans la Communauté valencienne.
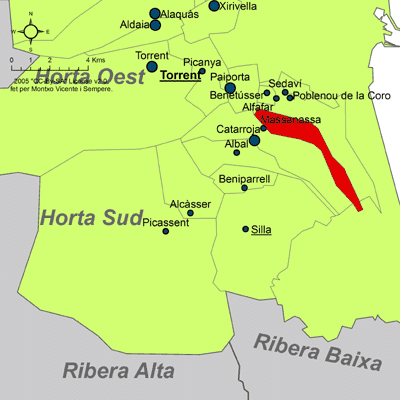
dans la comarque de l'Horta Sud.

Massanassa fait partie de la comarque historique de l'Horta de Valence.

### Localités limitrophes
Le territoire communal de Massanassa est voisin de celui des communes suivantes :
Alfafar, Paiporta, Valence et Catarroja, toutes situées dans la province de Valence.

## Démographie
|            | 1900  | 1910  | 1920  | 1930  | 1940  | 1950  | 1960  | 1970  | 1981  | 1991  | 2000  | 2010  |
| ---------- | ----- | ----- | ----- | ----- | ----- | ----- | ----- | ----- | ----- | ----- | ----- | ----- |
| Population | 3.229 | 3.336 | 3.342 | 4.272 | 4.836 | 5.023 | 5.053 | 6.010 | 6.983 | 7.632 | 7.521 | 8.918 |

## Administration
Liste des maires, depuis les premières élections démocratiques.
| Législature | Nom du Maire                    | Parti politique |
| ----------- | ------------------------------- | --------------- |
| 1979-1983   | Francisco José Soria Pons       | PSPV-PSOE       |
| 1983-1987   | Juan Quiles Tarazona            | PSPV-PSOE       |
| 1987-1991   | Juan Quiles Tarazona            | PSPV-PSOE       |
| 1991-1995   | Juan Quiles Tarazona            | PSPV-PSOE       |
| 1995-1999   | José Vicente Espinosa Casañ     | PP              |
| 1999-2003   | José Vicente Espinosa Casañ     | PP              |
| 2003-2007   | Vicente Salvador Pastor Codoñer | PP              |
| 2007-2011   | Vicente Salvador Pastor Codoñer | PP              |

## Personnalités
- Gabriel Cualladó (1925-2003), photographe né à Massanassa.